# 中村波男
中村 波男（なかむら なみお、1911年（明治44年）9月28日 - 1995年（平成7年）7月12日）は、昭和期の農民運動家、政治家。参議院議員（2期）。

## 経歴
岐阜県山県郡高富町（現山県市）で生まれる。1926年（大正15年）山県郡富岡村尋常高等小学校を卒業した。その後は独学し、青年運動に加わり富岡村及び山県郡連合青年団団長に就任した。
農民運動に参画し、日本農民組合岐阜県連書記長代理、富岡村農地委員、同農業協同組合長、岐阜県農地委員などを務めた。
1946年（昭和21年）日本社会党岐阜県支部連合会の結成に加わり、同農民部長、同政策審議会長、同書記長、同会長などを歴任した。1951年（昭和26年）岐阜県議会議員に選出され2期在任。1962年（昭和37年）7月の第6回参議院議員通常選挙に岐阜県地方区から社会党公認で出馬して落選。1965年（昭和40年）7月の第7回通常選挙に出馬して初当選し、1971年（昭和46年）6月の第9回通常選挙でも再選され、参議院議員に連続2期在任した。その間、参議院建設委員長、国土総合開発審議会委員、社会党岐阜県本部委員長、同党参議院議員団副会長などを務めた。その後、藤井丙午の死去に伴い1981年（昭和56年）2月に実施された第12回通常選挙岐阜県選挙区補欠選挙に立候補したが落選した。同年秋の叙勲で勲二等瑞宝章受章。
1995年（平成7年）7月12日死去、83歳。死没日をもって従四位に叙される。